# Adaina everdinae
Adaina everdinae là một loài bướm đêm trong họ Pterophoridae. Loài bướm đêm này được tìm thấy ở Argentina(Salta).. Con trưởng thành có sải cánh dài 13 mm. Đầu màu nâu ô liu. Con trưởng thành bay vào tháng 4 và 12 trong năm. Ấu trùng ăn các loài thực vật.